# Cruz Vermelha Brasileira
Cruz Vermelha Brasileira é a representação do Movimento Internacional da Cruz Vermelha e do Crescente Vermelho no Brasil. Fundada em 1908, tem sede no Rio de Janeiro e atua no Distrito Federal e outros vinte estados brasileiros.

## História

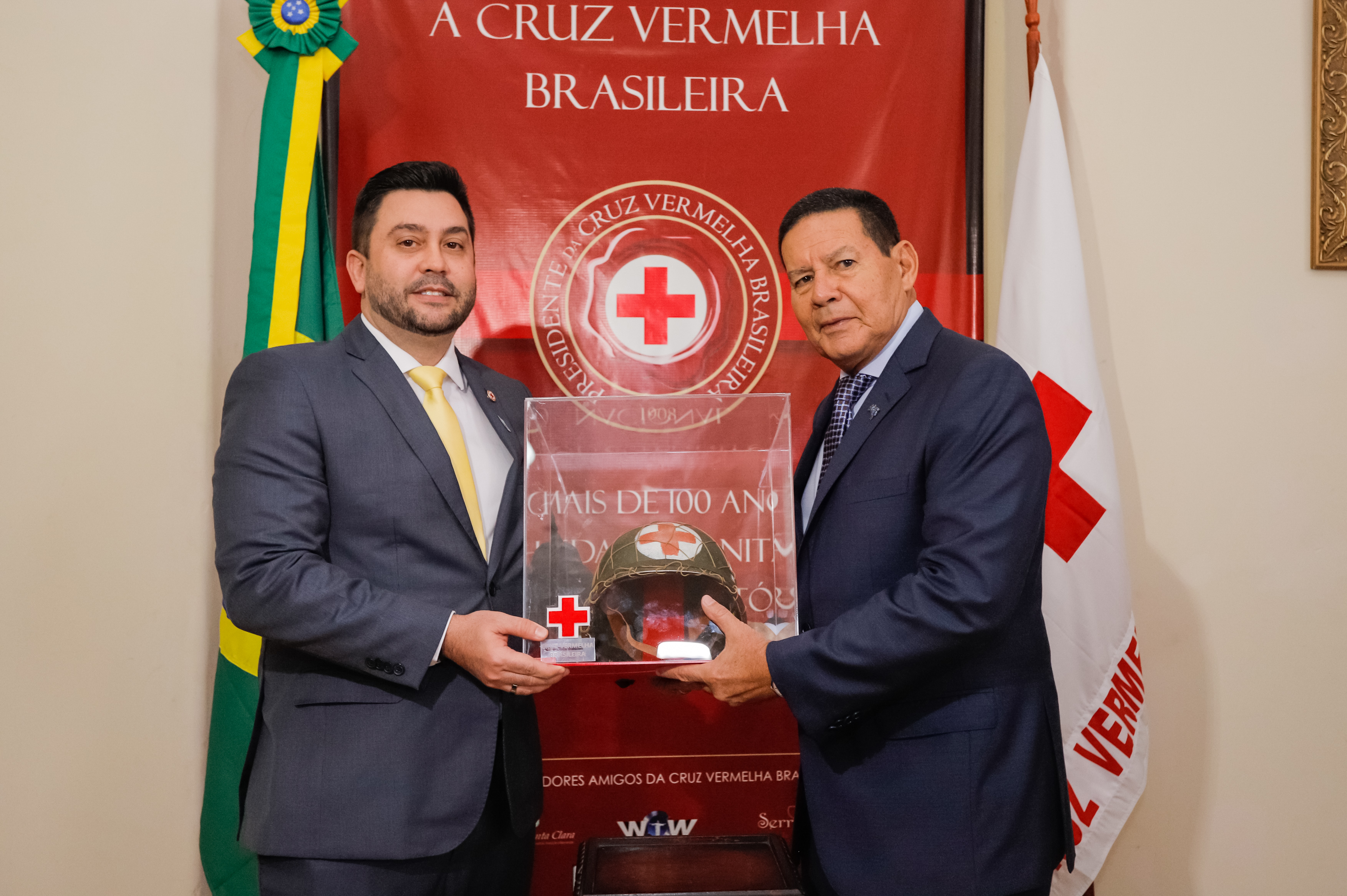
Hamilton Mourão recebendo, na sede da Cruz Vermelha no Rio de Janeiro, um capacete usado por combatentes brasileiros treinados pela Cruz Vermelha Brasileira na Segunda Guerra Mundial. Na ocasião, Mourão era o presidente em exercício do Brasil.

Em 1907, o médico Joaquim de Oliveira Botelho propôs a organização da Cruz Vermelha Brasileira no Rio de Janeiro e obteve apoio de membros do Instituto Histórico e Geográfico Brasileiro. Os estatutos foram redigidos e aprovados em 5 de dezembro de 1908, e a organização ganhou reconhecimento como uma filial nacional do Comitê Internacional da Cruz Vermelha no período de 1910 a 1912. Em 1912, a médica Marie Rennotte fundou a filial para o estado de São Paulo. Em 1919, a organização se juntou à Federação Internacional das Sociedades da Cruz Vermelha e do Crescente Vermelho.

## Atuação
A Cruz Vermelha Brasileira está presente e/ou promove ações no Distrito Federal e outros vinte estados brasileiros, além de manter locais de atendimento, como hospitais, a CVB promove ajuda humanitária durante crises, principalmente as causadas por desastres. Alguns exemplos de atuação da Cruz Vermelha Brasileira são:
- O Hospital da Cruz Vermelha no Paraná;[9]
- O Hospital-escola da Cruz Vermelha em São Paulo;[10]
- Doação à população afetada nas enchentes na Bahia e em Minas Gerais em 2021–2022;[11][12]
- Doação à população afetada pelas enchentes e deslizamentos de terra em Petrópolis em 2022;[13][14][15]
- Treinamento de socorristas do Exército Brasileiro durante a Segunda Guerra Mundial;[16]
- Cursos de primeiros socorros.[17]

### Aedes Aegypti

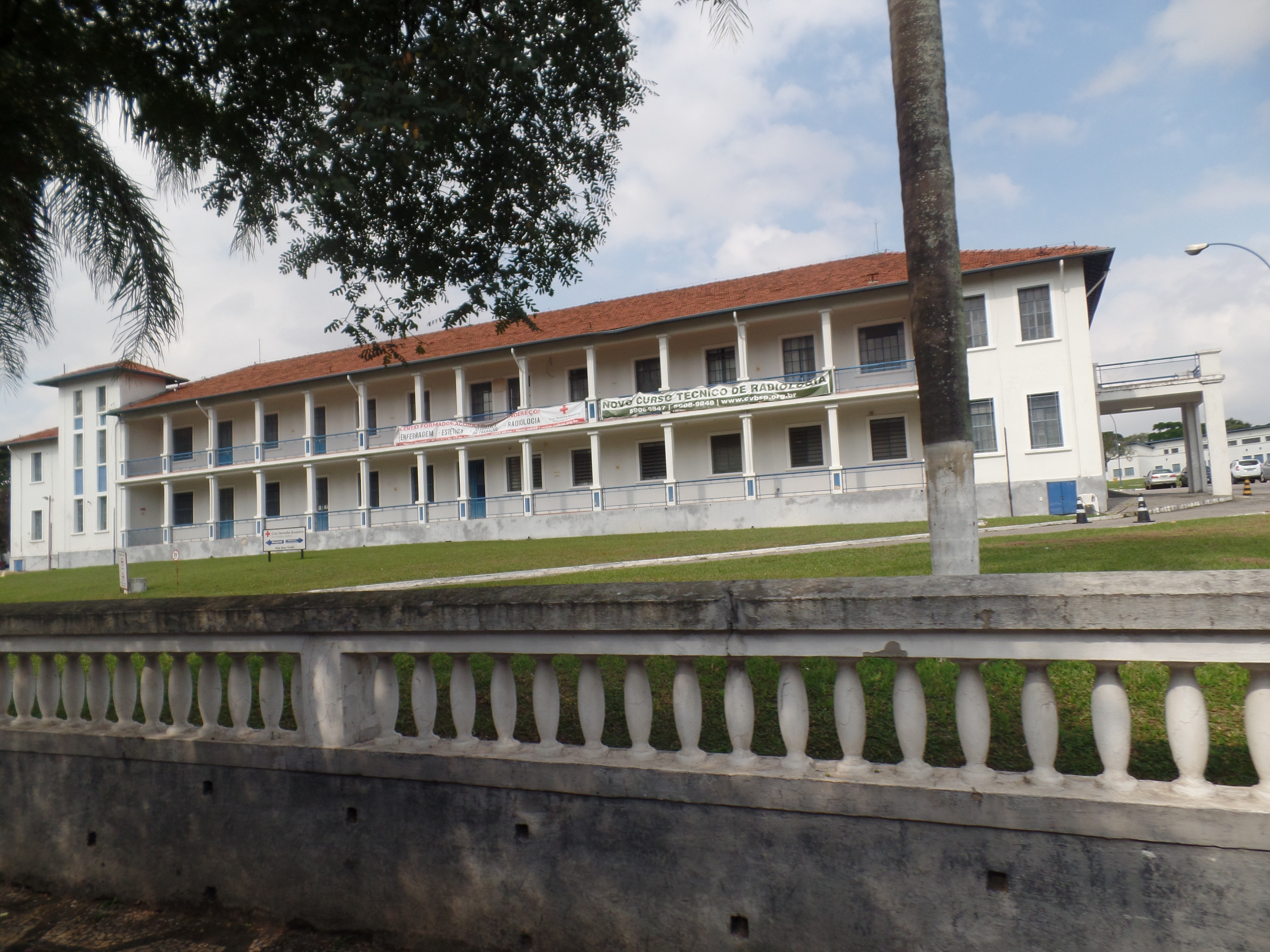
Hospital-escola da Cruz Vermelha na cidade de São Paulo

A Cruz Vermelha Brasileira atua, em parceria com a SBP, através da campanha "Juntos Contra o Mosquito". Por meio dessa campanha, a Cruz Vermelha já se fez presente em dez estados: Ceará, Rio Grande do Norte, Paraíba, Sergipe, Rio de Janeiro, São Paulo, Minas Gerais, Mato Grosso, Mato Grosso do Sul e Paraná.

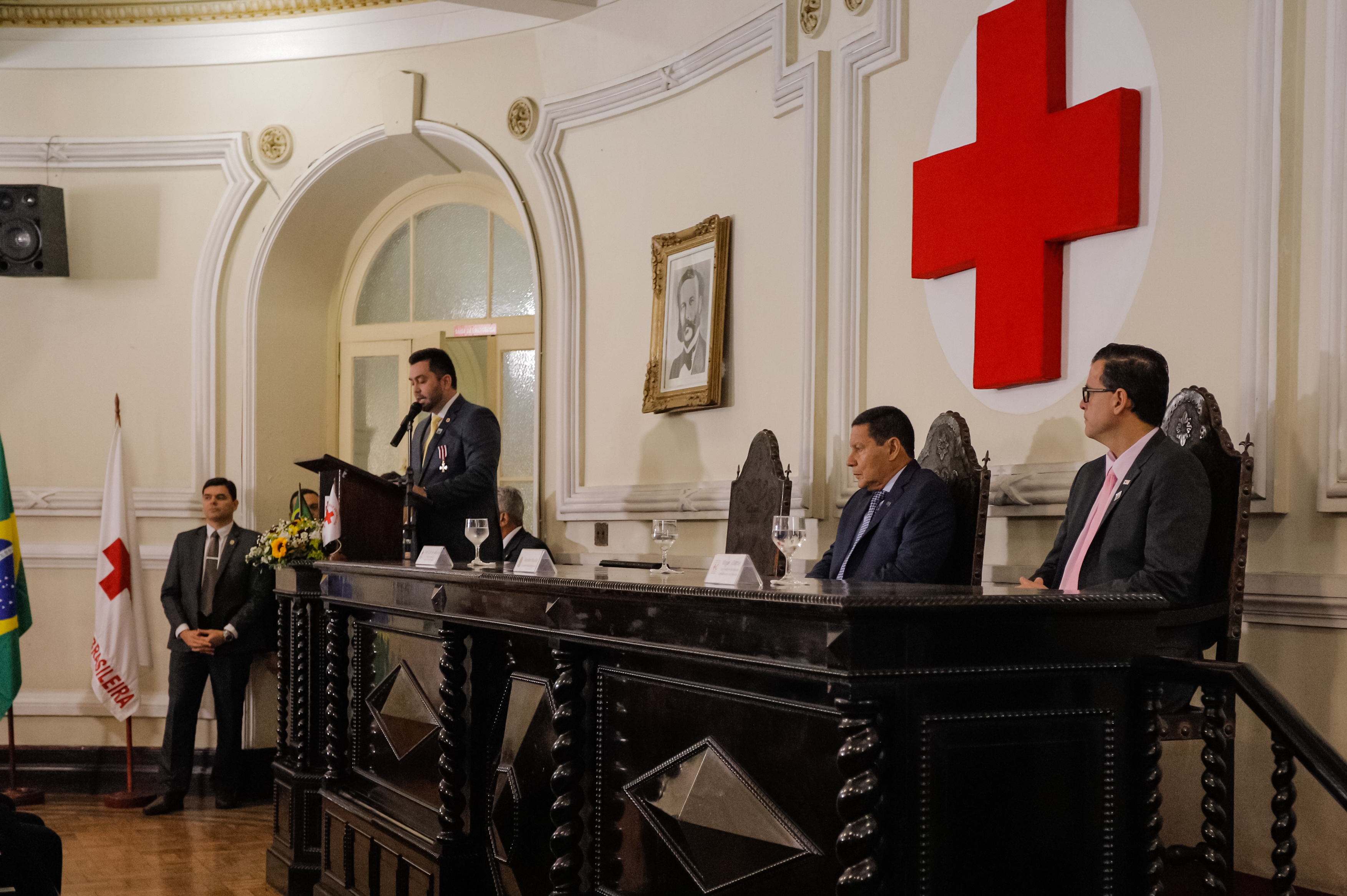
Visita de Hamilton Mourão à sede da Cruz Vermelha Brasileira, no Rio de Janeiro.

### Pandemia de COVID-19
Durante a Pandemia de COVID-19, a Cruz Vermelha Brasileira atuou promovendo a vacinação e por meio de doações a hospitais e a pessoas em situação de vulnerabilidade econômica. Entre as ações, estão:
- A doação de diversos Equipamentos de Proteção individual a diversos hospitais do Brasil, inclusive hospitais de campanha;[20][21][22]
- Com financiamento do Ministério Federal de Cooperação Econômica e Desenvolvimento da Alemanha e em parceria com a Mercedes-Benz, que disponibilizou dois ônibus para a ação, a Cruz Vermelha Brasileira promoveu a vacinação em regiões de vulnerabilidade do Brasil. A ação começou na capital de Alagoas, Maceió, no dia 9 de Junho de 2021, data em que se comemora o Dia Internacional da Imunização;[23][24][25]
- Em parceria com a Escola de Saúde Pública do Ceará, a Cruz Vermelha Brasileira doou Capacetes Elmo a diversos hospitais do Brasil, os capacetes, inventados por instituições cearenses, como a Universidade Federal do Ceará e auxilia no tratamento de pessoas com COVID-19;[26][27][28][29]
- Em parceria com o Tribunal de Justiça do Estado do Acre, a Cruz Vermelha Brasileira doou para cartões alimentação para famílias em situação de vulnerabilidade no Acre;[30][31]
- Em parceria com a Salesforce,  a Cruz Vermelha Brasileira doou cartões alimentação para famílias em situação de vulnerabilidade e equipamentos de proteção individual para hospitais de Goiânia, capital de Goiás;[22]
- Por meio de uma doação realizada pelo Crescente Vermelho do Kuwait, foram doados cartões alimentação para famílias em situação de vulnerabilidade e equipamentos de proteção individual para hospitais do Pará;[32]
- Em parceria com a prefeitura de Maceió, foram entregues cartões alimentação para famílias em situação de vulnerabilidade.[33][34]